# Кнорринг, Владимир Карлович
Барон Владимир Карлович Кнорринг (нем. Karl Pontus Woldemar von Knorring; 1784 или 1786 — 1864) — генерал-адъютант, генерал от кавалерии, член Военного совета.

## Биография
Отец - Карл Густавович фон Кнорринг (1745-1837)
Мать - Елена-Елизавета Лантингсгаузен. 
Родился на мызе Кедик (эст. Keedika mõis) в 1784 году или в 1786 году. Источники, указывающие 1784-й год, не приводят точную дату рождения; более поздняя дата — полная: 18 февраля (1 марта) 1786 года. 
Брат - Густав Карлович фон Кнорринг (1794-1831)
Начал службу рядовым в Изюмском гусарском полку в 1801 году, в 1802 году был переведён эстандарт-юнкером в лейб-гвардии Гусарский полк.
Произведённый 26 декабря 1804 года в корнеты, участвовал с полком в кампании 1805 года, за отличие при Аустерлице награждён орденом Св. Анны 4-й степени на саблю; 20 мая 1808 года за Фридландское сражение получил золотую шпагу с надписью «За храбрость».
В Отечественную войну 1812 года был ротмистром лейб-гвардии Конного полка и находился в сражениях при Лукомле, Чашниках, Борисове; за отличие в первом сражении при Полоцке Владимир Карлович Кнорринг был 4 сентября награждён орденом Св. Георгия 4-й степени (№ 1064 по кавалерскому списку Судравского и № 2431 по списку Григоровича — Степанова)
В воздаяние ревностной службы и отличия, оказанного в сражении против французских войск при Полоцке августа 5 и 6, где, командуя эскадроном, пошел в подкрепление эскадрона лейб Кирасирского полка и при овладении орудиями своею неустрашимостию служил примером подчиненным.
За сражение на Березине получил чин полковника и орден Св. Анны 2-й степени.
В заграничных походах 1813—1814 годов Кнорринг сражался при Лютцене, Бауцене, Дрездене, Кульме, Лейпциге, Бриенне, Фершампенуазе и Париже и за мужество, проявленное в делах с французами получил алмазные знаки к ордену Св. Анны 2-й степени и орден Св. Владимира 3-й степени, а также от прусского короля особый Железный крест.
Произведённый 6 октября 1817 года в генерал-майоры, а 25 июня 1829 года — в генерал-лейтенанты, Кнорринг командовал Подольским кирасирским полком (впоследствии лейб-гвардии Кирасирский Его Величества полк), 1-й бригадой гвардейской кавалерийской дивизии и гвардейской кавалерийской дивизией, во главе которой участвовал в усмирении польского мятежа, где принимал участие в сражениях на Гроховском поле, при штурме варшавского предместья Праги, на Понарских высотах и при Калише.
В 1835 году Кнорринг был назначен командиром Гвардейского резервного кавалерийского корпуса; 6 декабря 1838 года пожалован генерал-адъютантом, 16 апреля 1841 года произведён в генералы от кавалерии.
Известен тем, что после первой дуэли М. Ю. Лермонтова ходатайствовал перед императором о прощении поэта ввиду его патриотизма, приверженности идеалам чести и большим боевым заслугам в войне на Кавказе (Николай I не принял его ходатайство во внимание).
Согласно прошению, 24 октября 1848 года был уволен от командования корпусом; при этом был назначен членом Военного совета и с оставлением в звании генерал-адъютанта.
Умер 2 (14) января 1864 года (исключён из списков Свиты 7 января).

7-го числа, Государь, великие князья и военная свита присутствовали при отпевании в лютеранской церкви св. Петра и Павла скончавшегося на 81-м году жизни генерал-адъютанта Владимира Карловича Кнорринга. В своё время он был на счету блестящих кавалерийских офицеров, командовал боевым Подольским кирасирским полком, переименованным впоследствии в лейб-гвардии кирасирский полк, и выказал себя во всех кампаниях, следовавших одна за другой с 1805 по 1814 год и позже в Польскую войну 1830 — 1831 гг. В 1836 году генерал-лейтенант Кнорринг был назначен командиром Гвардейского резервного кавалерийского корпуса, а в последние годы жизни состоял членом Военного совета; но по преклонности лет и нездоровью редко посещал заседания и не принимал участия в делах. Генерал Кнорринг пользовался уважением в военном мире как заслуженный ветеран и честный, благородный человек. Тело покойного было перевезено в имение его в Лифляндии и там предано земле

## Брак и дети
24 февраля 1815 года женился на дочери придворного банкира Генриха Готтфрида Северина (Heinrich Gottfried Severin) (1770-1858), Луизе Генриетте Северин (Luise Henriette Severin) (1796—1843). В браке родилось четверо детей:
- Константин (Konstantin Karl Heinrich von Knorring) (1820—1903), генерал, женат на Юлиане фон Штрандман, сын Константин (1856-1930)
- Александр (Alexander von Knorring) (1822—1882),
- Карл (Karl Gotthard von Knorring) (1823—1871), женат на Инессе Убри, дочери Пётра Яковлевича Убри, их сын Людвиг Кнорринг
- Луиза (Louise Johanna von Knorring) (1824—1893), замужем за Петром Павловичем Тизенгаузеном, один сын[6].

## Награды
За свою службу Владимир Карлович Кнорринг был награждён многими орденами, в их числе:
- Орден Святой Анны 4-й степени (1805)
- Орден Святого Георгия 4-го класса (04.09.1812)
- Орден Святой Анны 2-й степени (1812; алмазные знаки пожалованы в 1814)
- Орден Святого Владимира 3-й степени (1814)
- Орден Святого Станислава 1-й степени (1825)
- Орден Святой Анны 1-й степени (12.05.1829)
- Орден Святого Владимира 2-й степени (1831)
- Орден Белого Орла (09.04.1833)
- Орден Святого Александра Невского (06.12.1836; алмазные знаки ордена пожалованы 06.12.1843)
- Орден Святого Владимира 1-й степени (31.12.1845)

Кроме того, ему были пожалованы:
- Золотая шпага с надписью «За храбрость» (20.05.1808)
- Табакерка с вензелем Имени Государя Императора (1820),
- Табакерка с вензелем Имени Государя Императора (1830),
- Знак отличия «За военное достоинство» 2-й степени (1832)
- Знак отличия за ХХХ лет беспорочной службы (1837),
- Знак отличия за XLV лет беспорочной службы (1858)
- Золотая табакерка, украшенная бриллиантами, с портретом Государя Императора (1854)
- Перстень с портретом Его Величества (1861)